# Funiculaire Amanohashidate
Le funiculaire Amanohashidate (天橋立ケーブルカー, Amanohashidate Kēburukā), également appelé funiculaire Kasamatsu (傘松ケーブル, Kasamatsu Kēburu), est un funiculaire situé à Miyazu, dans la préfecture de Kyoto au Japon. Il est exploité par la compagnie Tango Kairiku Kotsu (Tankai) et permet d'accéder à un point de vue sur Amanohashidate.

## Histoire
Le funiculaire ouvre en 1927.

## Caractéristiques

### Ligne
Le funiculaire se compose d'une voie unique avec évitement central.
- Longueur : 0,4 km
- Dénivelé : 130 m
- Pente : 46,1 %
- Écartement rails : 1 067 mm
- Nombre de gares : 2

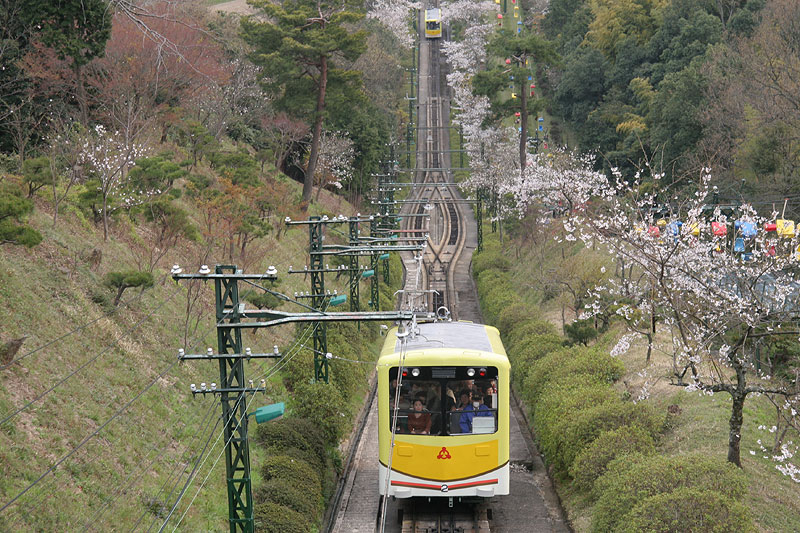
Vue de la ligne.
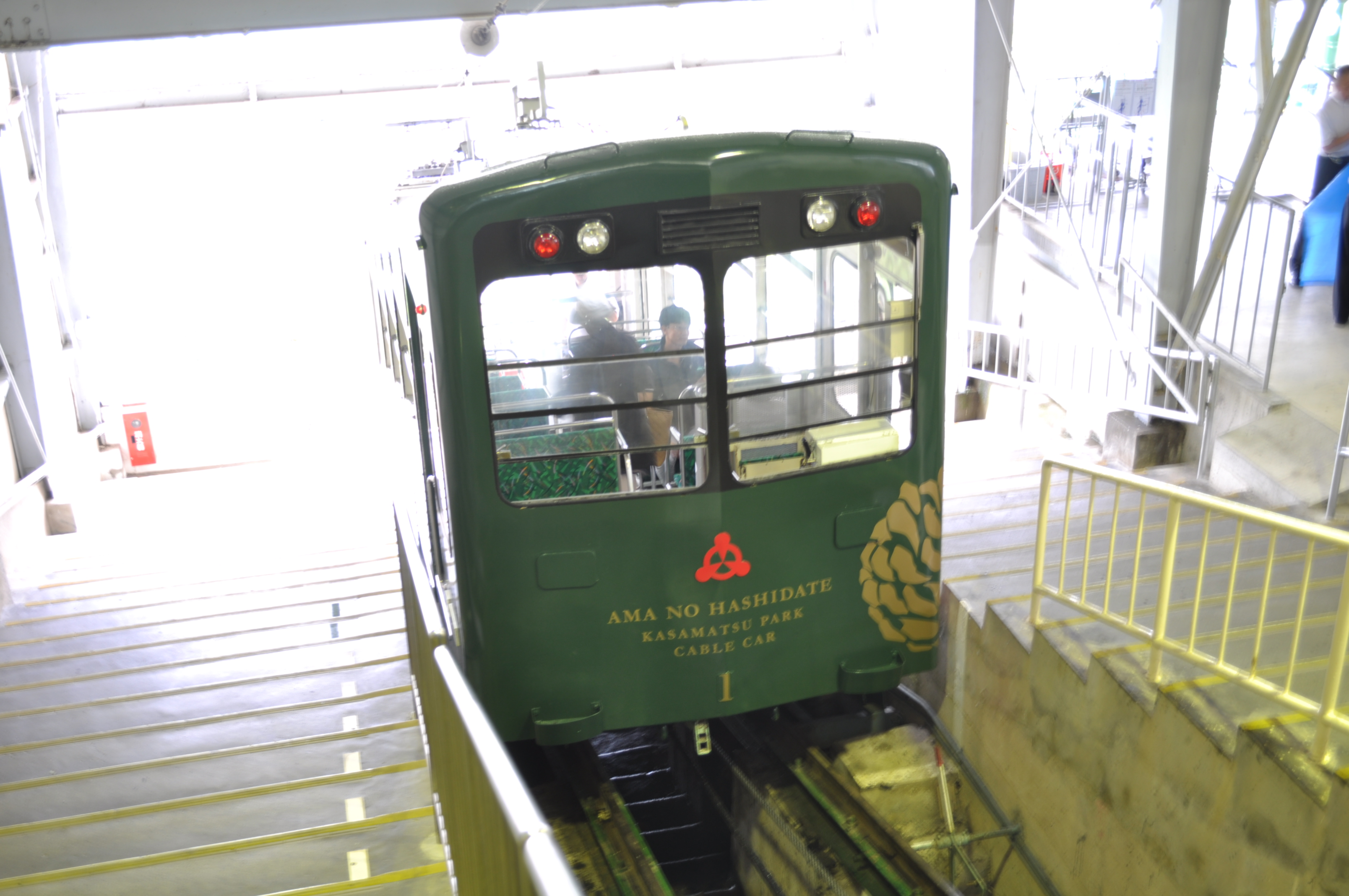
La gare haute de Kasamatsu.

### Liste des gares
| Gare      | Nom japonais | Distance (km) | Correspondances                   | Localisation |
| --------- | ------------ | ------------- | --------------------------------- | ------------ |
| Fuchū     | 府中         | 0             | KTR : Miyatoyo (à Amanohashidate) | Miyazu       |
| Kasamatsu | 傘松         | 0,4           |                                   | Miyazu       |